# 904

## Hlavy států
- České knížectví – Spytihněv I.
- Velkomoravská říše – Mojmír II.
- Papež – (Lev V., pokud jeho pontifikát neskončil už v září 903) – Sergius III.
- Anglické království – Eduard I. Starší
  - Mercie – Æthelred
- Skotské království – Konstantin II. Skotský
- Východofranská říše – Ludvík IV. Dítě
- Západofranská říše – Karel III.
- Uherské království – Arpád
- První bulharská říše – Symeon I.
- Byzanc – Leon VI. Moudrý